# Bell Eagle Eye
The Bell Eagle Eye, Model 918, è un convertiplano APR statunitense che fu uno dei competitori del programma di ricerca della U.S. Navy VT-UAV (Vertical Takeoff - UAV).

## Sviluppo
Il programma dell'Eagle Eye iniziò nel 1993 col prototipo in scala TR911X. Il composito dell'avionica era originariamente progettato e costruito per la Bell in California dalla compagnia di ricerca Scaled Composites. I due aerei dimostratori erano mossi da un motore Allison 250-C20 turboalbero montato nel centro della fusoliera, con un sistema di trasmissione ed un rotore alla fine di ogni ala.
L'aereo fece il suo primo volo il 6 marzo 1998, e quindi entrò nel programma di test di volo. La fase 1, o test sulle operazioni di base a terra, venne completata nell'aprile del 1998, mentre la fase 2 (test sulle operazioni marine) iniziato subito dopo la fase 1. Il primo prototipo venne distrutto in un incidente, ma il secondo completò con successo i test di volo.
Questi successi fecero entrare l'APR nel programma Deepwater nel 2002; si costruì quindi un velivolo a grandezza naturale, chiamato TR918, mosso da un motore a turboalbero Pratt & Whitney Canada P200/55.
Bell promosse il suo Eagle Eye per un decennio senza trovare un finanziatore, ma nell'estate del 2002, la macchina della U.S. Coast Guard ordinò l'APR come parte del programma di ri-equipaggiamento Deepwater. la Guardia Costiera statunitense doveva essere ridimensionata dalla compagnia, e avrebbe dovuto avere una velocità minima di 200 kts (370 km/h) ed una autonomia di 5.5 ore con un carico di 200 libbre (90 chilogammi).
Anche la US Navy ed il Corpo dei Marines mostrarono un certo interesse ma non vi furono interessi da parte di governi stranieri. Nell'estate del 2004 la Bell iniziò una relazione con la Sagem in Francia e la Rheinmetall in Germania per vendere varianti dell'Eagle Eye ai governi europei. Bell propose di fornire le prime cellule, i partner europei provvederono a fornire i carichi ed altri ingranaggi come specificato dai clienti.